# Alessandro Milesi
Alessandro Milesi Germoni (Lima, Perú, 21 de diciembre de 1999) es un futbolista ítalo-peruano. Juega como defensa y su equipo actual es el Cusco FC de la Liga 1 del Perú. ha representado a la selección de fútbol del Perú en las categorías sub-15 y sub-20. 

## Trayectoria
Estuvo dos años jugando en la sub-19 de Brescia. Durante la temporada 2018-19, Milesi entrenó con el primer equipo del Brescia Calcio y fue convocado para dos partidos de la Serie B, aunque se quedó en el banco de suplentes.
En febrero de 2019 fue cedido al Sicula Leonzio de la Serie C, haciendo su debut en liga el 17 de febrero del 2019, con 19 años ante el US Vibonese, donde sustituiría a Tommaso Squillace en el minuto 85. Volvería a jugar en la última jornada, esta vez como titular en la derrota 0-3 ante el Casertana FC. Después fue contratado por medio año por el Miami FC, que en ese tiempo militaba en la National Independent Soccer Association (tercera división de Estados Unidos), jugando dos partidos. 
En julio de 2020 firmó un contrato de un año con el Sliema Wanderers de la Premier League maltesa, haría su debut el 25 de septiembre de 2020 en el empate 0-0 ante el Sirens FC, donde jugaría solo 18 minutos. En su siguiente partido jugaría como titular donde al minuto 22 marcaría su primer gol colaborando con la victoria de su equipo por 3-1 ante el Santa Luċija Football Club. Marcaría su segundo gol y brindaría su primera asistencia en la victoria 3-1 sobre el Balzan FC; finalmente terminaría la temporada con 17 partidos y anotando 2 goles. Fue aquí donde Milesi mostró su mejor rendimiento. 
Culminando su etapa en el cuadro maltés a mediados de 2021, fue anunciado por el Deportivo Guadalajara de la Segunda Federación (Cuarta división de España). No obstante, se desvinculó rápidamente del equipo por razones desconocidas sin llegar a debutar.
El 17 de febrero del 2022, ficharía por la Universidad de San Martín de Porres de la Primera División del Perú, debutando el 26 de febrero ante Ayacucho FC en la derrota por 5-0. Inició teniendo continuidad participando en cuatro partidos, pero una lesión lo hizo perderse el resto de la temporada y tras haber mostrado poco, el club decidió no ampliar más el vínculo.  
El 15 de diciembre del 2022 se incorporó al Atlético Grau de la Primera División del Perú.
El 15 de diciembre del 2023 se incorporó al Alianza Atlético de la también Primera División del Perú.

## Selección nacional
Alessandro nació en Lima, Perú, de padres italianos y pasó la mayor parte de su vida en los Estados Unidos. En consecuencia, posee la nacionalidad peruana, italiana y estadounidense.
Formó parte de la selección sub-15 de Perú que ganó la medalla de oro en los Juegos Olímpicos de la Juventud de Nankín 2014. También apareció con la selección sub-20 de Perú en el Campeonato Sudamericano de Fútbol Sub-20 de 2019.

## Clubes
| Club                   | País           | Año.          |
| ---------------------- | -------------- | ------------- |
| Brescia Calcio         | Italia         | 2018          |
| Sicula Leonzio         | Italia         | 2019          |
| Miami FC               | Estados Unidos | 2019          |
| Sliema Wanderers       | Malta          | 2020 - 2021   |
| Deportivo Guadalajara  | España         | 2021          |
| Universidad San Martín | Perú           | 2022          |
| Atlético Grau          | Perú           | 2023          |
| Alianza Atlético       | Perú           | 2024          |
| Cusco FC               | Perú           | 2025-presente |